# Áine Brady
Aine Brady (née Kitt ; né le 8 septembre 1954) est une femme politique irlandaise du Fianna Fáil qui est ministre d'État de 2009 à 2011. Elle est Teachta Dála (TD) pour la circonscription de Kildare Nord de 2007 à 2011.

## Biographie
Elle est la responsable du mouvement de jeunesse du Fianna Fáil au début des années 1980 et membre de l'exécutif national du parti. Sa première campagne électorale a lieu lors des élections de 1981 au 15e Seanad, lorsqu'elle se présente sans succès au Panel culturel et éducatif,.
Elle est enseignante à Scoil na Mainistreach à Celbridge pendant 22 ans. Elle est battue à l'élection partielle de Kildare Nord en 2005, mais remporte un siège aux élections générales de 2007.
Brady est la sœur de l'ancien whip en chef du Fianna Fáil, Tom Kitt, et de l'ancien ministre d'État Michael P. Kitt, et la fille de l'ancien député Michael F. Kitt. Elle est mariée à l'ancien député Gerry Brady et ils ont quatre enfants.
Le 22 avril 2009, dans le cadre d'un remaniement ministériel, Brady est nommé ministre d'État auprès des ministères de la Santé et de l'Enfance, des Affaires sociales et familiales et de l'Environnement, du Patrimoine et des Gouvernements locaux, avec une responsabilité particulière pour les personnes âgées et la promotion de la santé.
Elle perd son siège aux élections générales de 2011.